# キッチン パレット〜小麦の恋愛風味 修行仕立て〜
『キッチン パレット〜小麦の恋愛風味 修行仕立て〜』（ - こむぎのれんあいふうみ しゅぎょうじたて）は、高田りえによる日本の漫画作品。
白泉社の隔月刊誌『Silky』にて2009年6月号から2010年12月号まで全11話連載された。話数カウントはイタリア語で「皿」を意味するpiatti。単行本は全3巻。
イタリア料理のシェフ落合務が監修を務めている。

## あらすじ
裕福な家庭で何不自由なく育った小麦は、大好きだった祖母が何度も話して聞かせてくれたリストランテ「ラウロラ」の味に魅了され、自分もシェフになりたいと思うようになる。オーナーシェフの哲理に頼み込み、少ない給料で自活できたら、という条件で雇われることになるが……。

## 登場人物
米倉 小麦（よねくら こむぎ）
26歳。大金持ちの娘。祖母がラウロラの出店費用を出した。自分もラウロラで人に幸せを売る仕事がしたいと、哲理に懇願し、薄給で自活することを条件にラウロラで雇われることに。舌は肥えており、口も上手い。
香住 哲理（かずみ てつり）
リストランテ・ラウロラのオーナーシェフ。顔も腕もいいが口は悪い。
マッテオ
ラウロラの2番手シェフ。父がイタリア人、母が日本人。
国咲（くにさき）
ラウロラのホールマネージャー。

## 書誌情報
高田りえ 『キッチン パレット〜小麦の恋愛風味 修行仕立て〜』 白泉社〈HLC白泉社レディースコミックス〉 全3巻
1. 2010年01月04日発売、ISBN 978-4-592-15281-1
2. 2010年07月05日発売、ISBN 978-4-592-15282-8
3. 2010年12月29日発売、ISBN 978-4-592-15283-5